# Cultura de San Cristóbal y Nieves
La cultura de San Cristóbal y Nieves, dos pequeñas islas caribeñas que constituyen un país independiente está fuertemente influenciada por las tradiciones de África Occidental introducidas por la población esclava durante el período colonial. Los colonos franceses e ingleses se asentaron en ambas islas y durante un período de tiempo los ingleses trajeron sirvientes de Irlanda. La población caribeña original defendió sus tierras enfrentándose a los colonos. Hacia 1782, los británicos habían obtenido el control de las islas, que conservaron hasta la independencia en 1983. La influencia cultural británica todavía permanece en el inglés, el idioma oficial del país, mientras que algunos isleños hablan una lengua criolla influenciada por el inglés. La influencia cultural de los colonos franceses e irlandeses y de la antigua población caribeña es mucho menor.
El pueblo de San Cristóbal y Nieves es muy religioso. Todavía quedan varias iglesias anglicanas en Nieves y el 50 % de la población se considera practicante del anglicanismo. El resto de la población practica otras ramas del cristianismo, y también hay algunos rastafaris y baha'is. Un antiguo cementerio judío constituye el testimonio de la antigua población judía de la isla, pero actualmente no queda una comunidad activa en el país.

## Festividades
Como en otros países caribeños, la cultura de San Cristóbal y Nieves es festiva y dinámica. Los carnavales y celebraciones juegan un importante papel en la vida de las islas. El inicio del carnaval tiene lugar a mediados de diciembre, con eventos que duran hasta unos días después de Año Nuevo. Entre esos eventos se encuentra la elección de Miss Talento Adolescente del Caribe, el Show Junior Calypso y la elección de la Reina del Carnaval. También hay muchos desfiles con disfraces y vestidos coloridos y elaborados.
Otro aspecto muy popular del carnaval, la Mascarada (o Más) es un baile de disfraces que evolucionó en los pasados siglos a partir de una mezcla de tradiciones europeas y africanas. Los participantes de la Mascarada llevan camisas de manga larga y pantalones de colores brillantes, embellecidos con cuentas, espejos y ribetes. Los trajes incluyen máscaras y sombreros adornados con plumas de pavo real. Las danzas de los participantes combinan elementos de valses, jigas, danzas de la fertilidad y otras danzas europeas y africanas.
Los bailarines zancudos Moko-Jumbies llevan vestidos más sencillos pero similares. La palabra "Moko" puede que proceda de un dios de la venganza de África Occidental, donde se originó la tradición. O puede derivar del árbol Macao, una palmera alta con espinas -se dice que los pañuelos que llevan los Moko-Jumbies en la cabeza parecen un Macao en flor. Los zancos de los Moko-jumbies miden en torno a los 2 m.
Grupos de payasos también actúan en esta época del año. Los grupos suelen estar formados en torno a las 50 años, bailando al ritmo de las orquestas con campanillas en sus disfraces. Normalmente llevan máscaras rosadas que representan a los europeos.
Aparte del carnaval, la isla de Nieves tiene su propio y único festival, Culturama. Celebrado en el fin de semana del Día de la Emancipación, comenzó en 1974 cuando algunos isleños comenzaron a temer la desaparición de sus costumbres y de su arte. El festival Culturama trata de reconectar a la gente con su cultura tradicional. Además de sus exposiciones de arte y artesanía, el festival de cinco días incluye danzas, música, teatro y desfiles de moda. También hay fiestas, paseos en barca, competiciones de natación y música callejera.

## Música
- Véase Música de San Cristóbal y Nieves

## Gastronomía
Debido a la fertilidad de su suelo, en San Cristóbal y Nieves se cultivan muchas verduras, hortalizas y frutas frescas. En la dieta también se incluye mucho pescado y carne, principalmente de cabra. El estilo de la cocina es bastante sencillo, similar al de la gastronomía caribeña de otros países vecinos. El filete aguado de cabra, quizás el plato más conocido de San Cristóbal y Nieves, mezcla carne de cabra, frutipan, papaya verde y dumplings (también conocidos como "droppers") con una salsa de tomate. Otro plato favorito es el pelau, un cocido que combina pollo, rabo de cerdo, bacalao y vegetales con arroz y frijoles de palo. Los conkies son similares a los tamales, aunque el relleno consiste en patata dulce gratinada, calabaza, coco y algunos ingredientes variados; después de envolver el relleno en hojas de banano se hierven al vapor. Los dulces típicos del país son muy sencillos, normalmente consisten en algún tipo de fruta, como el tamarindo o la guayava, con azúcar.
El ron es la bebida más popular de San Cristóbal y Nieves y en todo el Caribe. La Brinley Gold Company fabrica ron en San Cristóbal con sabores distintivos como café, mango y vainilla. Pero el ron nacional es realmente el de Cane Spirits Rothschild (a menudo abreviado a CSR), destilado a partir de caña de azúcar fresca. Belmont State y St. Kitts Rum también fabrican ron en el país. Además, varios bares proporcionan ron casero de diversa calidad.
Muchas aldeas de Nieves celebran barbacoas las noches de viernes y sábado, donde la gente se reúne para comer, beber y jugar a juegos como el dominó, o simplemente pasarlo bien.

## Arte y Artesanía
Los artistas de San Cristóbal y Nieves crean obras inspiradas por sus propios tradiciones nativas, la vida en las islas y con raíces africanas. La cerámica es especialmente notable con piezas de arcilla roja pintadas con colores vivos y diseños indígenas. La pintura a menudo muestra paisajes tropicales, retratos de los isleños o tradiciones culturales como los festivales y grupos de payasos. Entre otras artesanías también se encuentra el tejido de alfombras, el tallado y la escultura en madera y la marroquinería. En Nieves muchos artesanos pertenecen a ces locales, donde trabajan juntos para crear las artesanías.

## Deportes y juegos
Introducido durante la colonización británica, el deporte más popular del país es el cricket, celebrándose partidos locales, regionales e incluso internacionales. Las carreras de caballo también son muy populares, especialmente en Nieves, celebrándose mensualmente con música y barbacoas. El ciclismo de montaña, el golf y el soccer son otros pasatiempos extendidos. En San Cristóbal también se celebra una competición anual de triathlon, que se ha vuelto muy popular desde hace siete años. También hay una competición anual de natación a través del canal que separa San Cristóbal de Nieves. También existe una asociación de maratón popular, que celebra carreras aproximadamente el tercer sábado de cada mes.
Kim Collins, el campeón de la Commonwealth del año 2002 y campeón del Mundo del año 2003 de los 100 m, es originario de San Cristóbal y Nieves.